# Delphi (програмски језик)
Ембаркадеро Делфи је интегрисано развојно окружење (ИРО) за конзоле, десктоп графичке, веб, и мобилне апликације.
Делфијеви компајлери користе свој Објектни Паскал дијалекат Паскала и генеришу машински језик за неколико платформи: Windows NT (ИА-32 и x64), OS X (само IA-32), iOS и Андроид.
Борланд је развио Делфи као алат за брз развој апликација за Windows, и као наследника Борланд Паскала. Делфи и његов C++ дупликат, C++Builder, су делили многе основне компоненте, значајно IDE и Визуелно компонентну библиотеку (ВКБ), али остали одвојени до извацивања БРА Студиа 2007. БРА Студио је заједнички домаћин за Делфи, C++Builder, и остале.
Борландов одсек развијачких алата је, 2006. године, пребачен у продужницу, у потпуном власништву, познату као КодГир, која је продата Ембаркадеро Технологијама 2008. године.

## Историја
Делфи је, оригинално, био један од многих код имена бета верзија пројекта алата за развој у Борладну. Борланд развијач Дени Троп је предложио Делфи име кода, упућивајући се на археолошко налазиште у Делфију. Један од циљева дизајнирања овог продукта јесте да обезведи базу података, која ће имати кључну особину да повеже програмере, и популаран пакет базе података тада био је Оракл; отуда, "Ако желите да разоварате са Ораклом, идите у Делфи".
Како се настављао развој до прве верзије, Делфи име кода је постало популарно у тиму за развијање и групи за бета тестирање. Међутим, Борландово маркетинг руководство је преферирало функционално име продукта пре иконског имена и спремало се да изваци продукт под именом "Borland AppBuilder".
Непосредно пре извацивања Борландовог продукта, избачен је Novell AppBuilder, чиме је Борланду било потребно друго име. Након доста расправе и доста истражибачких анкети, Делфи име кода је постало и Делфи име продукта.
Главни архитекта, који стоји иза Делфија, био је Андерс Хејлсберг, који је, такође, развио Турбо Паскал. Убеђен је да пређе у Мајкрософт, 1996. године.
Борланд је, 8. фебруара 2006 године, објавио да тражи купца за свој IDE и неколико продуката базе података, укључујући Делфи, како би се концентрисали на АЛМ линију. На 14. новембар 2006., Борланд је пребацио групу за развијање алата у независну "продужницу" компаније КодГир, уместо да је прода. Борланд је продао КодГир Ембаркадеро Технологијама, 2008. године. Ембракадеро је одржао КодГир одељење, које је Борланд направио, да идентификује понуде алата и база података, али је легитимисао своје алате базе података под именом "DatabaseGear".

## Верзије

### Раније године Борланда (1995—2004)
Борланд Делфи
Делфи (касније познат као Делфи 1) објављен је 1995. за 16-битни Windows 3.1, и био је рани пример онога што је касније постало познато као брз развој апликционих (БРА) алата. Делфи је превазишао Борландов "Турбо Паскал за Windows", себе као еволуцију за Windows подршку од Борландовог Турбо Паскала и Борланд Паскала, веома брзог 16-битног матерњег кода MS-DOS компајлера са својим софистицираним интегрисаним развојним окружењем (IDE) и текстуалних корисничких инферфејс алата за DOS (Турбо Визија). Рани Турбо Паскал (за MS-DOS) је написан у дијалекту Паскала; у каснијим додацима верзије додат је објекат, и назван Објективни Паскал. Делфи је одувек користио Објективни Паскал, који је наставио да се развија, као основни објективно-оријентисани језик.
Борланд Делфи 2
Делфи 2, објављен 1996., подржавао је тридесетдвобитна Windows окружења. Делфи 1 је био у пакету са шеснаестобитним Windows 3.1 апликацијама. Нова "Брз изввештај" компонента мења Borland ReportSmith. Касније је претворена у Јаву.
Борланд Делфи 3
Делфи 3, овјављен 1997, је додао VCL компоненте инкапсулирајући 4.71 верзију Винодус честих контрола (као што су "Rebar" и "Toolbar"), TDataset архитектура се одвојила од BDE, DLL дебаговања, увиђајне технологије кода, пакета компоненти, шаблона компоненти, DecisionCubа и Тичарт компоненти за статистичко графисање, ВебБрокера, ActiveFormsа, MIDAS three tier architecture, пакета компоненти и интеграција са COM путем интерфејса.
Инпрајс Делфи 4
Инпрајс Делфи 4 је објављен 1998. IDE је дошао са потпуно ремонтованим едитором и тиме постао причвршчен. VCL је додао додатак за ActionLists сидра и ограничења. Додатна побољшања била су методска преоптерећења, динамички низови, Windows 98 додатак, Јава интероперабилност, драјвери база података са високим преформанцама, CORBA развој, и Мајкрософт БеkОфис додатак. То је била последња испоручена верзија са Делфијем 1 за шеснаестобитно програмирање.
Борланд Делфи 5
Борланд Делфи 5 је објављен 1999. године. Додао је концепт фрејмова, паралелно развијање, способности превода, унапређене интегрисане дебагере, XML додатак, АДО додатак базе података и интерфејс бројања референци.
Kylix (Кајлик)
Борланд је, 2001. године, избацио Линукс верзију Делфија, под називом Кајлик. Како би избацили продукт брже и јефтиније, направили су да IDE зависи од Вајн библиотека уместо Линукс изворних системтских библиотека (glibc). Трошак за развијање матерње glibc верзије Кајлика, у комбинацији са мањком Линукс адаптирања међу програмерима, у то време, натерали су да продаје не прођу најбоље, и Кајлик је "напуштен" након верзије 3. Ово је био први покушај да се дода Линукс додатак у Делфи породицу продукта.
Кајлик је користио нови "CLX cross-platform framework", уместо Делфијевог VCL-а.
Борланд Делфи 6
Покушали су да порже и Линукс и Windows за "cross-platform" развијање, и "cross-platform" алтернатива за VCL позната као CLX испоручена је 2001. избацивањем Делфија 6. Ово је био други покушај да се дода Линукс подршка у Делфијеву породицу (видети Кајлик изнад).
Делфи 6 је имао исту CLX верзију (CLX 1) као и прва верзија Кајлика. CLX 1 је направљен пре Делфија 6; његове особине су базиране на VCL 5 и неке су недостајале, међутим, оне су укључене у VCL 6, и испоручене са Делфијем 6.
Борланд Делфи 7
Делфи 7, објављен августа 2002., је постао стандардна верзија коју су Делфи програмери користили више од било које друге верзије. То је један од најуспешнијих IDЕса, које је направио Борланд, због своје стабилности, брзине и малих хардвер захтева, и остао је у активном коришћењу од 2011. Делфи 7 је додао пордшку за Виондоус ХП теме, и још више додатака за прављење веб апликација. Био је последња верзија Делфија која није захтевала обавезну software activation.
Борланд Делфи 8
Делфи 8, објављен децембра 2003., је био ".NET-only" дистрибуција која је компајловала Делфи Објект Паскал код у .NET CIL; IDE је прерађен само због тога. IDE се променио у спојен интерфејс (назван Галилео) сличан Мајкрософтовом "Visual Studio.NET". Делфи 8 је био доста критикован за свој лош квалитет и своје неспособности да направи матерње апликације (Win32 API/x86 код). Непособност да генерише матерње апликације је била особина само ове верзије; способност је враћена следећом верзијом (Делфи 2005).

### Касније године Борланда (2004—2008)
Борланд Делфи 2005
Следећа верзија, Делфи 2005 (Делфи 9, такође Борланд Развијачки Студио 3.0), укључио је Win32 и .NET развој у само једном IDE, понављајући Борландову везаност за Win32 програмере. Делфи 2005 укључује манипулацију дизајнирања времена директних података из базе података. Такође, садржи унапређени IDE и додао је for ... in исказ (као C#'s форич) језику. Међутим, био је широко критикован за своје багове; и Делфи 8 и Делфи 2005 су имали проблеме са стабилношћу у периоду када су избачени, који су били само делимично сређени помоћу сервис пакета. Способност за компајловање матерњих Windows апликација (*.exe) је враћена назад у Делфи 2005 након што је била избачена из Делфија 8. CLX подршка је опала за нове апликације од ове верзије па на даље.
Борланд Делфи 2006
Крајем 2005. Делфи 2006 (Делфи 10, Борланд развијчки сутдио 4.0) је избачен и био је комбинација развоја C# и Delphi.NET, Delphi Win32 и C++ у само једном IDE. Био је много стабилнији од Делфија 8 и Делфија 2005, и био је још више унапређен пуштањем сервис пакета и неколико хитних исправки.
Турбо Делфи и C++
Група развијача алата (име, тада не баш толико познате компаније), Боралндове Софтвер Коорпорације, је, 6. септембра 2006. године, избацила једнојезичну верзију компоненти Борландовог Развијачког Студија, чиме су вратили Turbo име. Турбо продукт комплет је садржао Турбо Делфи за "Win32", Турбо Делфи за .NET, Турбо C++, и Турбо C#. Постојале су две варијанте сваког издања: Истраживач, верзија коју је могуће скинути бесплатно, и Професионална верзија, чија је цена била 899 америчких долара за нове кориснике и 399 америчких долара ажурирање, мање од комплетног Борланд Делфија, који је имао приступ хиљадама трећестраних компоненти. За разлику од ранијих Професионалних издања Делфија, Истраживач издања су могла да се користе за комерцијално развијање.
Кодгир Делфи 2007
Делфи 2007 (Делфи 11), прва верзија коју је развио КодГир, објављена је 16. марта 2007. године. "Win32" личност је прва овјављена, пре него што је .NET личности Делфија 2007 базираној на ".NET Framework 2.0" објављена, као део КодГир БРА Студио 2007 продукта. Нове особине су укључивале подршку за MSBuild и побољњања VCLа за Windows Висту, али C#Builder су извачене из ове верзије јер програм није продат као што је очеивано, јер је Визуал Студио такође нудио C#. Дизајнер Windows форми за Делфи .NET је такође избачен 2007. године, јер је базиран на делу .NET framework API, који је Мајкрософт толико драстично промменио .NET 2.0 да би ажурирање IDЕа било велики подвиг. Делфи 2007 је, такође, представио "DBX4" као нову верзију "dbExpress". По први пут, Делфи је било могуће скинути преко интернета и активирати лиценцним кључем, могућност омогућена новом "InstallAware" инсталационом технологијом. Интернационализована верзија Делфија 2007 се истовремено испоручила на енглеском, француском, немачком и јапанском језику. БРА Стидо 2007 (код имена "Highlander"), који укључује .NET и C++Builder развој објављена је 5. септембра 2007. године.
Делфи Призма
Делфи Призму је развио RemObjects Software и дистрибуирао Ембаркадеро како би заменио Делфи .NET. Представља комбинацију РемОбјектовог углавном Делфи компатибилог .NET компајлера (без RTL или VCL), верзије Мајкрософт Визуал Студио Љуске без C# или VB подршке, и појединих Ембаркадеро технологија каква је "dbExpress". Призма је способна за крст-платформу у мери у којој подржава Моно .NET библиотеке. Призма је одвојена линија продукта са новим издањима; Ембаркадеро Делфи Призма XE2 је избачена истовремено кад и  Делфи XE2.

### Године Ембаркадера (2008-)
Ембаркадеро Делфи 2009
Делфи 2009 (Делфи 12, име кода "Tiburón"), је додао много нових особина као што је потпуно прерађен VCL и RTL за потпуну Уникод подршку, и додатим генеричких и анонимних метода за Win32 природно развијање. Подршка за .NET развијање је избачена из мејнстрим Делфи IDЕа почевши од ове верзије, и снабдевена новом Делфи Призмом.
Ембаркадеро Делфи 2010
Делфи 2010 (име кода "Weaver", звани Делфи 14; није било верзије 13), је избачен 25. августа 2009. године и он је друго Уникод издање Делфија. Укључује нови компајлер run-time type information (RTTI) систем, подршку за Windows 7 директ 2D, тач скрин и гестове, форматер изворног кода, визуелни дебагер и опцију за старомодну палету компоненти у IDЕу. Нови "RTTI" систем прави веће извршне датотеке од претходних верзија.
Ембаркадеро Делфи XE
Делфи XE (звани Делфи 2011, име кода "Fulcrum"), је објављен 30. августа 2010. године за Делфи подршком за Амазон EC2, Мајкрософт Азуре су упаковане.
Делфи Почетничко издање
Ембаркадеро је, 27. јануара 2011. године, најавио доступност новог "Почетничког" издања даје независним програмерима, студентима и микро предузећима мало редукован комплет особина за цену мању од четвртинме од следеће најјефтиније верзије.
Ембаркадеро Делфи XE2
Ембаркадеро је, 1. септембра 2011. године, избацио БРА Студио XE2 (име кода "Pulsar") који укључује Делфи XE2, "C++Builder", Призму XE2 и "RadPHP XE2".
Делфи XE2 природно подржава 64-битни Windows (осим почетничког издања), додатно дуго подржаној 32-битној верзији, са уназадном комбатибилношћу. Апликације за 64-битне платформе могу бити компајловане, али не и тестиране или покренуте, на 32-битним платформама. "XE2" IDE не може да дебагује 64-битне програме на Windows 8 или јачим.
Делфи XE2 је опремљен и са VCLом, и алтернативном библиотеком под именом "FireMonkey" која подржава Windows, Мек OS X и Еплове Ајфон, Ајпод тач и Ајпад преносне уређаје. "FireMonkey" и VCL нису компатибилни; један или други морају бити коришћени, и старије VCL апликације не могу да користе "Firemonkey" осим ако кориснички интерфејс није реконструисан новим "FireMonkey" формама и контролама. "Треће стране" су објавиле информације како користити "Firemonkey" форме у VCL софтверу, како би олакшали постепену миграцију, али VCL и "Firemonkey" контроле није могуће користити у истој форми. Ембаркадеро каже да се подршка за Линукс оперативни систем "узима у разматрање за путоказе", као што је Андроид, и они су "у обавези да ... "FireMonkey". ... очекујте регуларна и честа ажурирања за "FireMonkey"".
Верзије пре 2013. су подржавале само "iOS" развијање платформи са "Xcode" 4.2.1 и нижим, "OS X" верзијом 10.7 и слабијом, и "iOS SDK" 4.3 и ранијим.
Ембаркадеро Делфи XE3
Ембаркадеро је, 4. септембра 2012. године, избацио БРА Студио ХЕ3, који укљулује Делфи ХЕ3 и C++Builder.
Делфи XE3 природно подржава и 32-битна и 64-битна издања Windows-а (укључујући Windows 8), и обезбеђује подршку за Мек OS X са "Firemonkey" 2/FM² оквиром. iOS подршка је, у почетку, избачена XE3 издањем (са намером да подршку врате одвојеним продуктом - Мобилним Студиом), али апликације могу да наставе са усмеравањем на ту платформу, развијањем са Делфијем XE2.
Ембаркадеро Делфи XE4
Ембаркадеро је, 22. априла 2013. године, избацио БРА Студио ХЕ4, који укљулује Делфи ХЕ4 и C++Builder.
Делфи XE4 је прво издање "FireMonkey" мобилне платформе, у главној улози приказаном крст-платформно развијање мобилних апликација за iOS Симулаторе и iOS Уређаје.
У овој верзији, Ембаркадеро нас упозанје са два нова компајлера за Делфи мобилне апликације, Делфи Крст Компајлер за iOS Симлуаторе и Делфи Крст Компајлер за iOS Уређаје. Ови компајлери се значајно разликују од Win64 декстоп компајлера јер они не поджавају "COM", редно склапање CPU инструкција, и шест старијих "низ" верзија као што је "PChar".
Нови мобилни компајлери унапређују појам елиминисаних показивача. Нови компајлери захтевају експлицитни стил организованих података и форму спољашњих APIова и библиотека.
Делфи XE4 "Run-Time Library" (RTL) је оптимизована за 0-базуране, само-за-читање (непроменљивих) Уникод низова, који се не могу индексовати за сврху мењања појединачних карактера. "RTL" такође додаје рутине базираним на статусобитним изуцезима за "ARM CPUs" који не генеришу прекидање изузецима.
Ембаркадеро Делфи XE5
Ембаркадеро је, 12. септембра 2013. године, избацио БРА Студио ХЕ5, који укљулује Делфи ХЕ5 и C++Builder.
Додаје подршку за Андроид (конкретно: ARM v7 уређаје који покрећу "Gingerbread" (2.3.3-2.3.7), "Ice Cream Sandwich" (4.0.3-4.0.4) и "Jelly Bean" (4.1.x, 4.2.x, 4.3.x)) и iOS 7.
Ембаркадеро Делфи XE6
Ембаркадеро је, 15. априла 2014. године, избацио БРА Студио ХЕ6, који укљулује Делфи ХЕ6 и C++Builder.
Дозвољава креирање природно компајлованих апликација за све платформе, десктоп, мобилне, и "носиве" уређаје какав је "Google Glass", са једном C++ или Објектини Паскал (Делфи) код базом. БРА Студио XE6 има подршку за Андроид 4.4 КитКет. Такође је постало могуће направити "FireMonkey" мобилне апликације за Андроид.
Ембаркадеро Делфи XE7
Ембаркадеро је, 2. септембра 2014. године, избацио БРА Студио ХЕ7, који укљулује Делфи ХЕ7 и C++Builder.
Омогућује Делфи/Објективни Паскал и C++ програмерима да продуже постојеће Windows апликације и направе апликације које повезују десктоп и мобилне уређаје уз помоћ гаџета, услугама "облака", и предузетничких података и API. Такође, омогућује програмерима да продуже Windows апликације користећи Вај-Фај и блутут апликационо привезивање, и праве заједничке корисничке интерфејс кодове преко више уређаја.
Ембаркадеро Делфи XE8
Ембаркадеро је, 7. априла 2015. године, избацио БРА Студио ХЕ8, који укљулује Делфи ХЕ8 и C++Builder.
Ембаркадеро Делфи 10 Сијетл
Ембаркадеро је, 31. августа 2015. године, избацио БРА Студио 10 Сијетл, који укљулује Делфи и C++Builder.
Путокази
Ембаркадеро избацује "путоказе" који описују њихове планове.

### Издања и цене
Свака верзија је избачена у другачијем издању, што даје цени и особинама у односу на најосновније дистрибуције. Као индикација издања и цена, Делфи XE2 је директно продао Ембаркадеро, 2011. године, као издање под називом "Почетник" (US$199), "Професионалац" ($899), "Предузеће" ($1,999), "Коначан" ($2,999), и "Архитекта" ($3,499). Цене варирају од продавца до продавца, од подстицаја до подстицаја, и од региона до региона, и Делфи је, такође, укључен у БРА Студио корпе. Ембаркадеро објављује својствене матрице које сумирају разлике у функционалности.

## Препознатљиве одлике
Делфи подржава брз развој апликација (БРА). Међу особинама које подржавају БРА су апликациони оквир и дизајнер визуелног изгледа прозора. Подржава, такође, крст-компилацију.
Делфи користи програмски језик који је базиран на Паскал програмском језику, који се зове Објективни Паскал, представљен од стране Борланда, и компајлује Делфи изворни код у природни x86 код. Укључује VCL, подршку за COM независни интерфејс са reference counted класу имплементација, и подршку за многе трећепартијске компоненте. Интерфејс имплементације могу бити поверене пољима или особинама класа.
Повезивање база података је подржано, и Делфи обезбеђује неколико компоненти база података. VCL укључује много "database-aware" и "database access" компоненти.
Касније верзије су укључиле ажурирањња и унапређене рутине "Runtime" библиотека обезбеђене од заједнице БрзиКод, настале 2003. године.

### Карактеристике
Делфи је јак тип програмског језика високог нивоа, намерен за лако коришћење и првобитно је базиран на раној верзији Објективног Паскала. Паскал је првобитно напраљен као језик за подучавање, без нискоквалитетних програмских постројења или приступа хардверу и без истицања ефикасности; Турбо Паскал и његови наследници, укључујући Делфи, су дизајнирани за ефикасност и подржани приступу хардверу и програмирање на ниском нивоу, са особином да припоје кодове написане у асемблер језику и другим. Делфијеве обкелтовно оријентисане особине су базиране на класном и интерфејс полиморфизму. Метакласе су првокласни објекти. Објекти су заправо референце објеката (као код Јаве), које Делфи "прећутно" поново референцира, дакле, обично нема потребе за ручним лоцирањем меморије за показиваче објеката или коришћењем сличних техника, које користе други програмски језици. Постоје посебни типови низова који броје референце, као и нулом окончане низове.
Низове је могуће контактирати коришћењем '+' операције, уместо коришћења функција. За посебне типове низова Делфи "барата" организацијом меморије без интервенције програмра. Од Борландовог Студио Развијача 2006 постоје функције које лоцирају цурење меморије.
Делфи садржи интегрисани IDE. Сви Делфијеви продукти отпремају Библиотеку Визуелних Компоненти (енглеска скраћеница VCL), укључујући већински изворни код. Доступне су компоненте треће партије (понекад са комплетним изворним кодом) и алати за унапређивање IDЕа или други задаци везани за развој Делфија, неки бесплатно, неки не. IDE укључује ГУИ за локализацију и превод већ написаних кодова који могу бити предати преводиоцу; такође постоје алати треће стране са још особина за ову сврху. VCL оквир одржава висок ниво компатибилности извора између верзија, што поједностављује ажурирање постојећег кода. Библиотекама треће стране можда затребају ажурирања од продавца, али ако је изворни код снабдевен, поновна компилација новијом верзијом може бити довољна. VCL је био ранији усвојитељ Ињекције зависности или Инверзије Контрола; користи модел компоненти за вишекратну употребу, што програмер може да продуши. Уз класне помагаче могуће је "упознати" нове функционалности RTL и VCL класама, без мењања оригиналног изворног кода RTLа или VCLа.
Компајлер оптимизује и један једини прочаз. Опционо може да компајлује до једног јединог извршног модула који не захтева DLL, чиме поједностављује ажурирање програма. Делфи, такође, може да генерише стандардне DLL-ове, ActiveX DLL-ове, COM аутомотизоване сервере и Windows сервисе.
Делфијев IDE, од Делфија 2005, у порасту, подржава рефакторисане особине као што је метод извлачења и могућност креирања UML модела из изворног кода или модификовање извора кроз промене које су направљене у моделу.
Делфи има велике заједнице на Јузнету и интернету. Када је власник Делфија био КодГир, многи запослени су активно учествовали.
Компатибилност уназад
Свако ново издање Делфија се труди да буде што је више могуће компатибилно са ранијим верзијама, тако да већ написани софтвери и библиотеке могу бити одржане. Некомпатибилност нужно расте како се додају нове осовине, нпр., подршком коју даје "Firemonkey" другим платформама пре Windows-а.

### Ограничења
Компатибилност уназад
Свако ново издање Делфија се труди да задржи што је више могуће компатибилности уназад, јер би тиме дозволили поновно коришћење већ написаних кодова. Дизајн стандардних класних библиотека (VCL/RTL) је, у неку руку, превазиђен и ограничен; Ембаркадеро је објавио, 2011. године, као део Делфија XE2 нови компајлер и замену за VCL крст-платформу, тзв. "FireMonkey", базиран на "Direct3D" и "OpenGL", који је могуће покренути и на осталим платформама, поред Windows-а, подржавајући њихове особине, али није у потпуности компатибилно уназад са VCL апликацијама. "FireMonkey" апликације, међутим, дозвољавају лако дељење невизуелних кодовних јединица са VCL апликацијама, чиме омогућава лако портовање кодова међу платформама.

### Проблеми
Нека издања Делфија су пријављена као нестабилна. Делфи XE7, конкретно, је често пријављиван као спор и подложан цурењу меморије.

## Окружење за креирање апликација
Апликација у Делфи програму се састоји од:
- форми
- програмских модула
- слика
- иконица
- спољашњих библиотека итд.

Сваки од ових елемената се снима у посебном фајлу, а сви они заједно чине пројекат. Кад се изврши компилација добије се извршни фајл или апликација. Сложеније апликације у себи могу садржати на десетине и стотине фајлова разних типова.
При покретању Делфија добија се прозор на екрану који садржи следеће делове:
1. насловну линију
2. мени главног прозора
3. линију алатки
4. линију компоненти
5. прозор за приказ компоненти употребљених у апликацији
6. прозор за додељивање особина и догађаја објектима у апликацији
7. форма или прозор обрасца за дизајнирање апликације
8. прозор за писање програмског кода.

Ови делови су груписани у три целине:
- прву целину чине линије наслова, менија, алатки и компоненти
- другу целину чине прозори за приказ компоненти и додељивање особина и догађаја објектима
- трећу целину чине форма и прозор за писање кода.[32]

У Делфију се изглед прозора апликације прави у виду форме. На форми се постављају елементи, мени, додају слике, постављају натписи, заглавља итд. Делфи сам аутоматски креира костур апликације. На програмеру је да даље развије апликацију која ће одрадити све што је пројектом замишљено. Форми се аутоматски додељује програмски модул. Тај модул је у посебном прозору за едитовање прекривен формом. Такође када је едитор програмског кода испред, онда је форма прекривена њиме.
Делфи апликације углавном реагују на догађаје. Када се притисне дирка тастатуре, дугме миша или нешто независно од активности корисника изазива се догађај. Ако је у апликацији написана процедура за обраду изазваног догађаја, она ће се онда извршити као реакција на догађај. Програмирање у Делфију се састоји у креирању програмског кода апликације која реагује на догађаје, посредно или непосредно.
Покретањем Делфи апликација, појави се прозор који има особине Windows програма, то јест, може се премештати, мењати димензија, минимизирати и затворити, а при минимизацији му се додељује иконица.

## Повезани софтвери

### БРА Студио
Ембаркадеро продаје БРА Студио, комплет развојних алата који подржава Делфи, C++Builder, Ембаркадеро Прзизму, и "HTML5 Builder". Као код Делфија, постоје различита издања БРА Студија: Професионално издање, Предузетничко издање, Потпуно издање и Архитектонско издање.

### ИнтерБаза
ИнтерБаза се природно интегрише са Делфијем и C++Builder програмским језиком за клијент/сервер или уграђено развијање и може јој се приступити преко свих великих програмских језика или платформи на тржишту, са базом података повезивајућих протокола попут "ODBC", "ADO", "ADO.NET" чак и са Јавом преко "JDBC/ODBC" Моста или Јава тип 4 конектора.

### "JBuilder"
Алат за развијање Јаве базиран на Еклипсу од верзије "JBuilder" 2007.

### "RadPHP" (раније Делфи за PHP)
"RadPHP" (сада га је већ пребазишао "HTML5 Builder") је био IDE за PHP који омогућује истинску БРА функционалност. Има сличног дизајнера форми Делфију или Вужуал бејсику, и интегрисани дебагер базиран на Апач веб серверу. Такође садржи VCL библиотеку, портовану на PHP. За разлику од осалих IDЕова он подржава "Web 2.0" издања попут Aјакса.
Делфи за PHP је најављен 20. марта 2007. године, преименован октобра 2010. године у RadPHP, и базиран на "Qadram Q" студиу. Ембаркадеро је стекао "Qadram" у јануару 2011. године.

### Делфи Призма
Делфи призма (раније позната као Ембаркадеро Призма) изведена је из "Oxygene" програмског језика (раније познатог као "Chrome") из "RemObjects"-а. Радио је у IDE Мајкрософтовог Визуелног студиа пре него у БРА Студиз. Био је лиценциран и преименован како би заменио Делфи.NET, када је тај продукт обустављен.
Иако је "RemObjects Oxygene" идаље развијан и иако му је припојена подршка за Јава, Андроид, iOS и OS X развој, верзија коју је Ембракадеро лиценцирао је била ограничена на само подржавање .NET. Ембаркадеро је касније обуставио пројекат избацивањем Делфија XE4, остављајући Делфи линију продукта без подршке за .NET развијање.

### Слободни Паскал и Лазарус
Слодобни Паскал је исзворно-отворени Паскал крст-платформа крст-компајлер који подржава већину кодова Делфијевог Објективног Паскала. Лазарус је крст-платформни БРА IDE који користи компајлер слободног паскала. Лазарус и Слободни Паскал, бесплатни софтвери које је развио Ембракадеро, су углавном компатибилни за кодовима написаним у Делфију.

### Библиотеке Треће Стране
- Џедај Пројекат (заједнички продукат Делфи иноватора) - Заједнички покушај заједнице Делфи програмера да обезбеде преводе Windows АПИ интерфејса, додатних компоненти и контрола, и алгоритама и структура података.
- ФестКод - Побољшане библиотеке извршавања и управљања меморијом.
- Тичарт - Библиотека за цртање дијаграма.
- ОтворенаЖица (библиотека) - Библиотека протока датотека, догађаја и компоненти синхронизација.
- Храбар за Делфи - Картограф упорности који подржава "OCL" и деривацију.
- Quadruple D - "DirectX" библиотека за Делфи.

## Примери кодова
За приказивање поруке:
```
procedure
 
TForm1
.
ShowAMessage
;

begin

  
ShowMessage
(
'Hello World!'
)
;

end
;

```

За давање наслова слици коришћењем VCLа:
```
procedure
 
TForm1
.
ShowSomethingOnCreate
;

begin

  
Label1
.
Caption
 
:=
 
'Hello World!'
;

end
;

```

За давање наслова тексту коришћењем "FireMonkey"-а:
```
procedure
 
TForm1
.
ShowSomethingOnCreate
;

begin

  
Label1
.
Text
 
:=
 
'Hello World!'
;

end
;

```